# برزي
برزي أو بريزي (بالإنجليزية: Prezi)‏ هو منصّة لتقديمِ العروض التقديمية وأداة لسرد القصص تستخدم تقنيات حديثة وقوالب جاهزة بدلًا من الشرائح التقليدية. يُمكن وضع عددٍ لا نهائي من النصوص والصور والفيديوهات وغير ذلك من الوسائط على هذه «القطعة القماشية» وجمعها مع بعض في إطارات، كما تسمحُ القطعة القماشية للمستخدمين بإنشاءِ عروض غير خطية حيث يمكنهم التكبير والتصغير من خلال الخريطة البصريّة. يُمكن تعريف المسارات التي تربط بين الإطارات والأشكال المختلفة بأنها تمثل ترتيب المعلومات التي تُعرض، ويمكن تطوير هذا العرض في إطار المُستعرض، ثم تحميله بحيث لا حاجة إلى الاتصال بالإنترنت عند عرض العرض التقديمي.

## التاريخ
تأسّسَ بريزي في عام 2009 في بودابست بالمجر على يدِ آدم سوملاي فيشر، بيتر هالاكسي وبيتر آرفاي. قام المُبرمج الأوّل – وهوَ سوملاي فيشر – بتصميمِ وتطوير النموذج الأولي للبرنامج كما طوّر الوسائط داخل التطبيق فيما عملَ بيتر هالاكسي وهوَ أيضًا واحدٌ من أهم المهندسين في هذا المشروع بالعملِ على تحسين البرنامج وتصحيحِ عيوبه ثمّ انضمّ إليهما رجل الأعمال – الذي سيصبح مستقبلًا الرئيس التنفيذي – بيتر أرفاي بهدف جعل بريزي شركة مُعترف بها عالميًا.
بعدَ تأسيسِ الشركة في 20 أيّار/مايو 2009؛ حصلت بريزي على أوّل استثمارٍ رئيسي لها من منصة تيد وذلك بعد شهرين فقط من ظهورها للعلن. بحلول نوفمبر من نفسِ العام؛ افتتحت الشركة مكتبًا في سان فرانسيسكو وبدأت في تعيين موظفين للعمل لصالحها. في أوائل عام 2011؛ أطلقت بريزي أول تطبيق لها على آي باد وحصلت في نفس العام على 14 مليون دولار عبرَ رأس المال المخاطر من خِلال مساعدةٍ من شركة أكسل بارتنرز. أطلقت بريزي في العام الموالي تطبيقًا لها لصالح هواتف آي فون.
في آذار/مارس 2014؛ تعهدت شركةُ بريزي بدفعِ مبلغ 100 مليون دولار كتراخيص مجانية للمدارس الابتدائية في الولايات المتحدة كجزء من برنامج كونيكت إيه دي (بالإنجليزية: ConnectED)‏ الذي قادتهُ إدارة الرئيس باراك أوباما. شهدَ شهر نوفمبر من ذلك العام الإعلان عن تمويل جديد لمشروع بريزي بقيمة 57 مليون دولار من شركتي سبيكتروم إيكويتي وأكسل بارتنرز. في شُباط/فبراير 2015؛ أطلقت بريزي تطبيق نوتشل وهو تطبيقٌ لإنشاء الأفلام المُصغّرة انطلاقًا منَ الصور.
تأخرت بريزي نوعًا ما في إطلاق تطبيقها للهواتف العاملة بِنظام أندرويد حيثُ أفرجت عنهُ في حزيران/يونيو 2016 مزامنةً مع تطبيقها الجديد بريزي بيزنس. وفي نيسان/أبريل عام 2017؛ أفرجت بريزي عن تطبيقٍ جديدٍ ويتعلق الأمر ببرنامج بريزي نيكست الذي يستندُ إلى إتش تي إم إل 5. في الشهرِ الموالي؛ استحوذت بريزي على انفوغرام وهي شركة مهتمّة بمجال وعالم البيانات وتتخذ من لاتفيا مقرًا لها.

## المُنتَجات

### بريزي
هي منصّة رائدة في مجال العروض التقديمية الحديثة حيثُ تتميّز بعروض عامّة ومتخصصة تُشبه الخرائط في تصميمها وتُتيح للمستخدمين التنقل بين المواضيع أو المحاور الرئيسيّة والغوص في التفاصيل الدقيقة وهكذا.

### بريزي نيكست
هو برنامجٌ محدث من برنامج بريزي الأصلي ويتميّز كونه مُصّمم بقوالب حديثة وجديدة كما تمّ العمل على جودة الفيديو ودقته من أجلِ العمل بجودة جيّدة على الحواسيب كما على الهواتف الذكية. جاءَ بريزي نيكست بعددٍ من التحديثات من بينها إمكانيّة إضافة مواقع ويب خلال العرض التقديمي وهو ما لم يكن مُمكنًا في برنامج بريزي في السابق.

### بريزي بيزنس
صُمّمت منصة بريزي بيزنس خصيصًا للمحترفين حيثُ تجمع بين الميزات الأساسية لبرنامج بريزي العادي وبرنامج بريزي نيكست كما تتوفر على عددٍ منَ الأدوات الإنتاجية التي تُركز على العروض التقديمية الخاصة بالمجال التجاري بما في ذلك تحليلات البيانات والتكامل مع منصة سلاك للتعاون التجاري بالإضافة إلى ميزات التعليق والتحرير المُشترك فضلًا عن ميزة البث المُباشر مع قاعات اجتماعات افتراضية لاستضافة عروض بريزي عن بُعد.

## الاستخدامات

### المؤتمرات
تم استخدام برنامج بريزي في إعداد العروض التقديميّة خِلال المؤتمرات من قِبل عددٍ من المؤسسات بما في ذلك مؤسسة كلينتون، لوفتهانزا، آي بي إم ذي إندبندنت وكذا من قِبل ساوث باي ساوث واست فضلًا عن منصّة تيد.

### الأعمال
تم تصميم بريزي بيزنس خصيصًا للمتخصصين في مجال المبيعات أو التجارة بشكلٍ عام حيثُ يجمع هذا البرنامج بين إمكانات العرض التقديمي للمحادثة والميزات التي تُساعد على تطوير الأعمال التجارية مثل التعاون معَ منصات أخرى وتحليلات البيانات ومَا إلى ذلك.

### التعليم
عمل بريزي عن كَثب مع مبادرة كونيكت إيه دي منذ إعلان الرئيس باراك أوباما عن انطلاقتها في عام 2013؛ ووفرت شركة بريزي تراخيص مجانية لمئات الآلاف من معلمي المدارس الثانوية في جميع أنحاء البلاد.

## النقد
انتُقد بريزي من قِبل مستعمليه ومن قِبل العاملين في مجال العروض التقديميّة بسببِ فشل البرنامج في قراءة بعض عناصر العرض بصوت عالٍ للمستخدمين ذوي الإعاقة؛ كما لا يُمكن إضافة بعض السمات للصور والوسوم المستخدمة في تصميم الصفحة حيثُ صُمّمت القوالب للعمل بدون خيارات إمكانية الوصول.

### الإيرادات
يعتمدُ بريزي على نموذج فريميوم – يُمكن تبسيط هذه الخاصيّة بالقول إنها شراء بعض الخدمات أو المنتوجات من داخل البرنامج – في الحصول على إيراداتهِ حيثُ يقترحُ على المستخدم البقاء في النسخة المجانيّة وهي نسخة محدودة حيثُ تتيح للمستخدم إنتاج عروض تقديمية بأدوات مُحدّدة ومحدودة كما لا تُمكّنه من حفظ العرض في ملف خاص بل تشترطُ عليهِ نشر الفيديو علنًا في حين تُعدّ النسخة المدفوعة كاملة وشاملة حيثُ تتيح للمستخدم عددًا كبيرًا من الأدوات والقوالب كما تُمكّنه من التحكم في إعدادات خصوصية العروض التقديمية هذا بالإضافة إلى تمكينهِ من إنشاء عروض دون الحاجة للاتصال بالإنترنت.

### أبحاث
في دراسةٍ أجراها باحثو جامعة هارفارد عام 2017 حول سبب منصات العروض التقديمية التي يُفضلها الطلاب أو الناس بصفةٍ عامة؛ وُجد أن عددًا لا بأس بهِ من المستخدمين يفضلون منصّة بريزي بالمُقارنة مع باقي المنصات من هذا النوع على غِرار باور بوينت وغيرها.